# محطة شمس معان للطاقة الشمسية
محطة شمس معان للطاقة الشمسية هي محطة طاقة كهرضوئية انشائها في عام 2016 بقدرة 160 ميجاوات في معان في الأردن. هي المحطة الطاقة الكهروضوئية الثانية أكبر في الشرق الأوسط من حيث سعة الطاقة. تعادل 1 بالمئة من إنتاج الأردن الحالي للطاقة الكهربائية. ستمنع من خلال هذه التقنيات انبعاث 90 ألف طن من غاز ثاني أوكسيد الكربون.

شمس معان في عام 2016